# نيوكوين (محافظة)
محافظة نيوكين هي إحدى محافظات الأرجنتين تنقسم إلى 16 مقاطعة صغيرة يطلق عليها اسم حزب.

## أعلام
- خوان بونو

## روابط إضافية
- Neuquen Province Official Website
- Argentour Neuquen Province